# Hyalyris tricolor
Hyalyris tricolor är en fjärilsart som beskrevs av Osbert Salvin 1869. Hyalyris tricolor ingår i släktet Hyalyris och familjen praktfjärilar. Inga underarter finns listade i Catalogue of Life.